# Pollenia moretonensis
Pollenia moretonensis este o specie de muște din genul Pollenia, familia Calliphoridae, descrisă de Macquart în anul 1855. Conform Catalogue of Life specia Pollenia moretonensis nu are subspecii cunoscute.